# Helene Schjerfbeck
Helene Schjerfbeck (Hèlsinki, Finlàndia, 10 de juliol de 1862 – Saltsjöbaden, Suècia, 23 de gener de 1946) va ser una pintora finlandesa, l'artista més important de Finlàndia. És coneguda especialment per les seves pintures realistes i els seus autoretrats, tot i que també va ser una pintora de paisatges i de natures mortes.
La seva trajectòria artística va seguir diferents etapes en el seu procés creatiu: des del realisme d'influència francesa fins als petits retrats, etapes d'un recorregut que es van veient reflectides en els seus poderosos autoretrats.
Des del 2007 la seva obra ha estat redescoberta i s'ha exposat arreu, i l'any 2020 es va estrenar una pel·lícula sobre la seva vida.

## Galeria

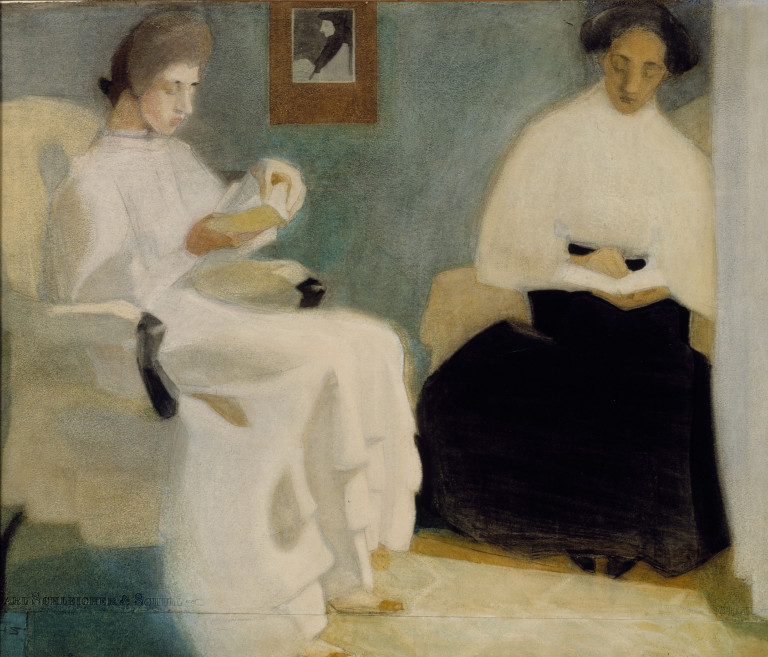
Noies llegint, 1907
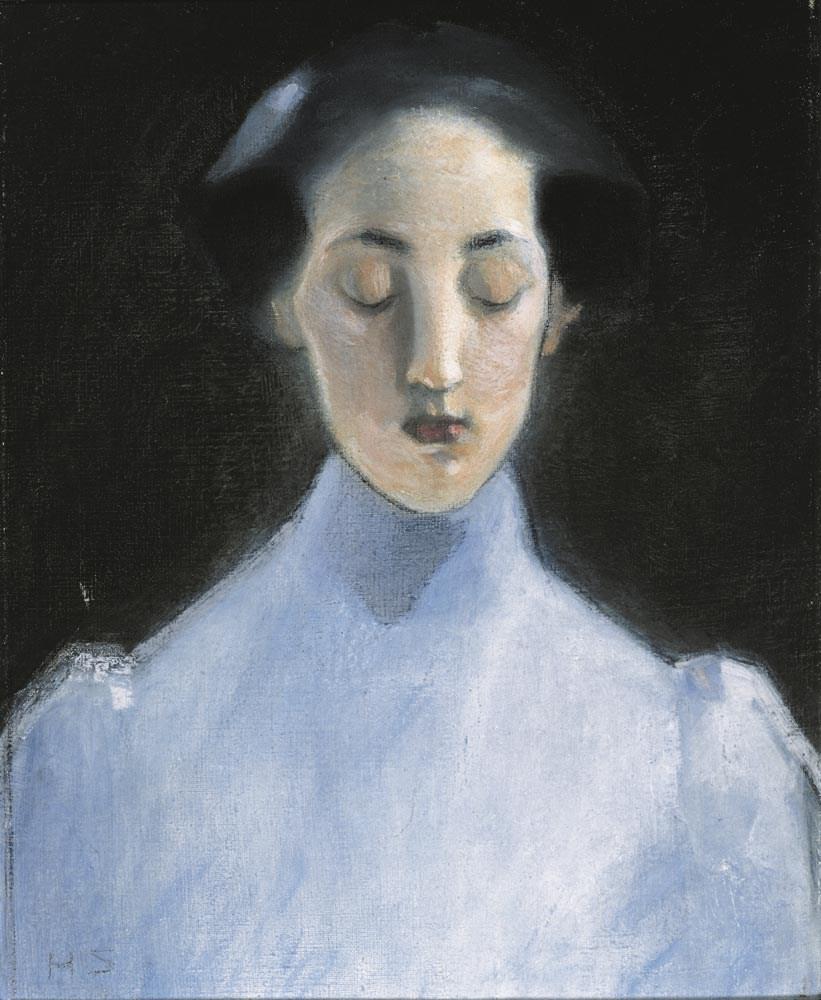
Silenci, 1907
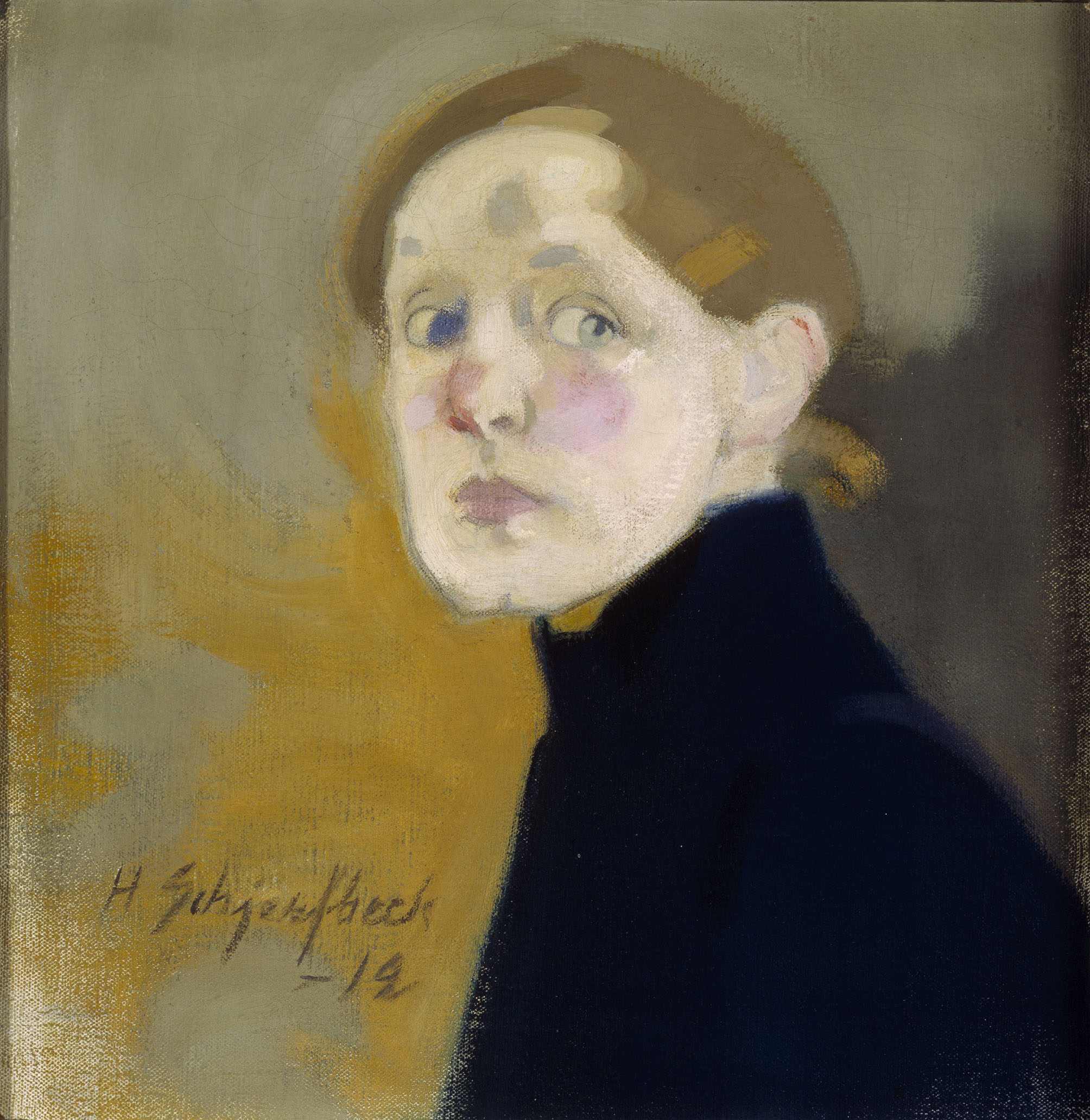
Autoretrat de 1912
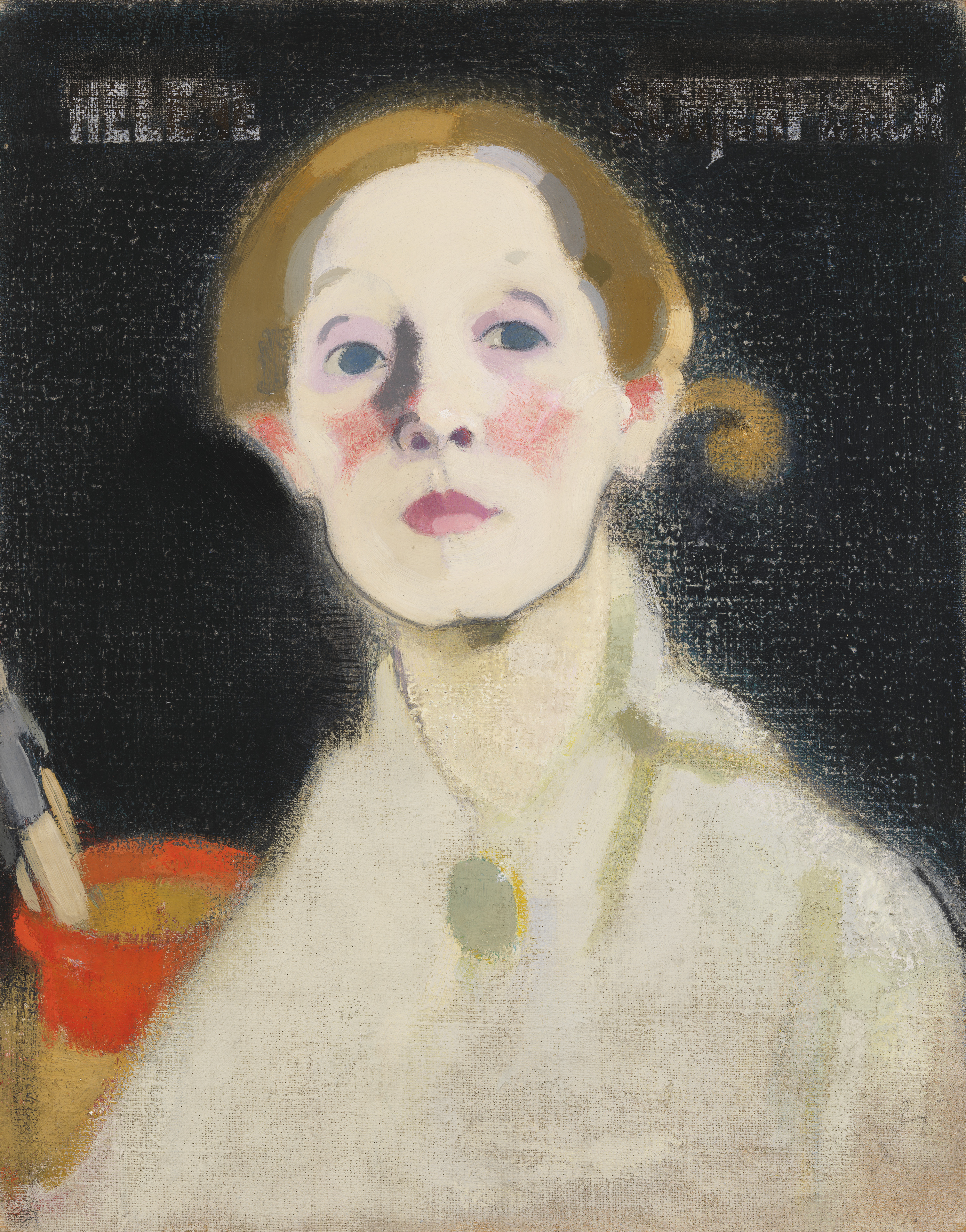
Autoretrat de 1915
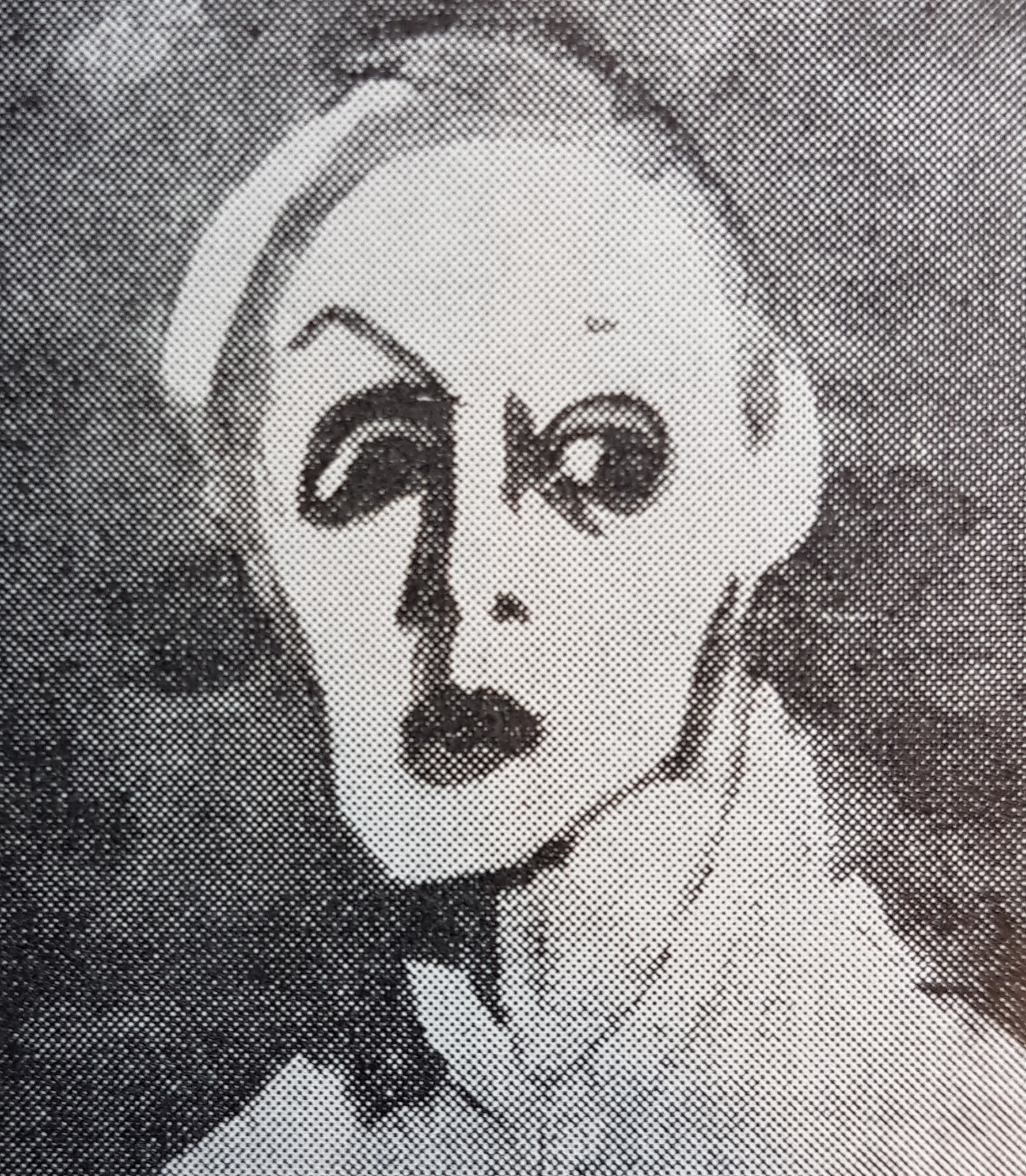
Autoretrat de 1939
Autoretrat de 1944